# 布雷達38車載機槍
38型8毫米口徑布雷達坦克機槍（義大利語：Mitragliatrice Breda calibro 8 modello 38 per carri armati）是一款由義大利武器生產商布雷達公司所研製和生產的坦克（車載）机枪，是布雷達37重機槍的坦克平台型，發射8×59毫米Rb布雷達口徑子彈。
布雷達M38搭載在飛雅特L3/35、L6/40、M11/39、M13/40、M14/41、M15/42等坦克以上使用。它亦被修改為步兵機槍。被德國接收的布雷達M38的命名為Kampfwagen-Maschinengewehr 350（i）。獲採用以後，直到投降之前一直是意大利所使用的制式坦克機槍。

## 研發
在坦克上，機槍既可以用作高射機槍（裝有同心瞄準器），也可以安裝在球狀槍架以上；在這種情況下，由於待擊機構的可逆性，還可在載具左側或右側無差別地與另一挺類似的武器搭配。
意大利人還對布雷達M38進行了改裝，以用作步兵機槍。為此，需要通過適配器將該機槍架設在機槍三腳架以上，並分別在槍身右側裝上臨時照門，以及在槍口右側裝上臨時準星。這些臨時的開放式瞄準具會取代將該機槍架設在坦克以上時所使用的光學瞄準鏡。除了標準彈藥以外，該機槍還可以發射穿甲彈和曳光彈。

## 設計細節
布雷達M38是由來自布雷西亚的布雷達公司所研製和生產。該公司主要以機車和卡車的生產而聞名，但也以機槍和輕兵器聞名。
布雷達M38是氣冷槍管、氣動操作和彈匣供彈式機槍，並且具有一根可快速更換式槍管。它的操作特性很簡單，非常輕易不完全分解或完全分解。槍管相當沉重（9.875磅），使得它能夠快速而連續地發射大量子彈而不會過熱。從技術上講，它與布雷達M37不同之處在於其較短的槍管、附有扳機釋放裝置的手槍握把和從頂部插槽裝上的24發可拆卸式弧形彈匣供彈。擊發過後的彈殼會被裝在机匣底部的彈殼收集袋裏。該機槍採用棱柱形枪栓和固定式撞針。

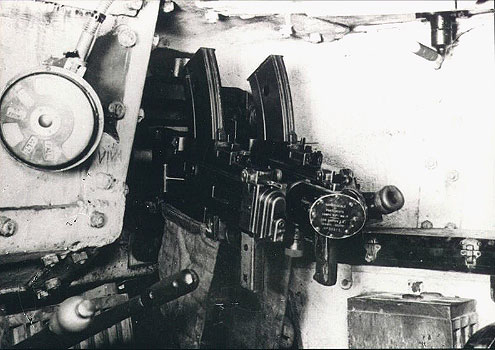
飛雅特M13/40坦克以內、架設於前方機槍槍架的雙聯布雷達M38。
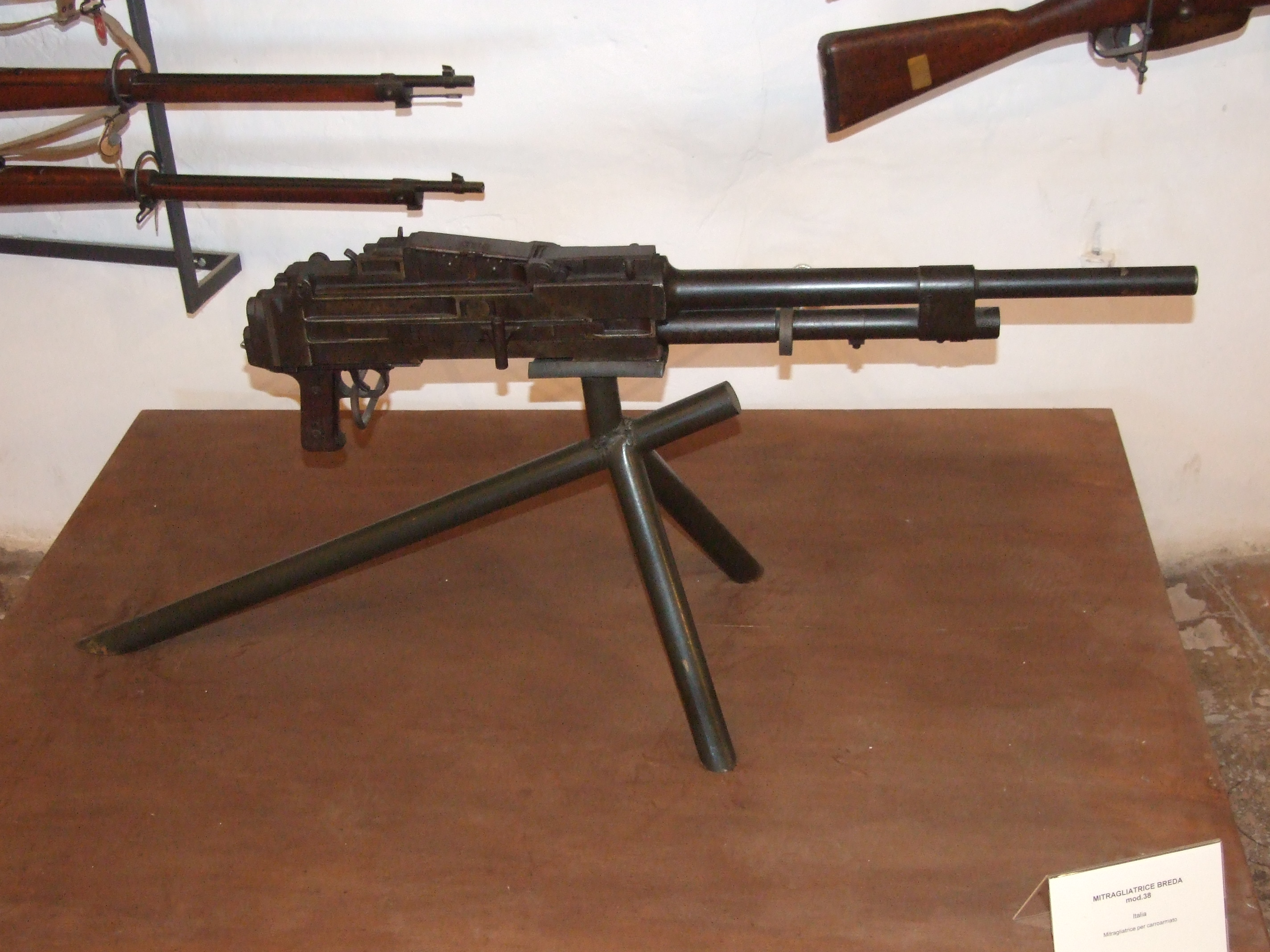
在聖列奧城堡展出的布雷達M38坦克機槍

## 外部連結
- （英文）—Breda Model 38 Variant （页面存档备份，存于）
- （西班牙文）—Cartucho 8 x 59 Breda